# افکار خودکار منفی
افکار خودکار منفی (به انگلیسی: Automatic negative thoughts) یا  ANT افکار مزاحمی هستند که در خودآگاه افراد به صورت ناخواسته وجود دارند و بسته به شدت و ضعف این افکار در ذهن، باعث ایجاد خلق و خوی منفی در افراد می‌شوند.

## معیارها
پرسشنامه تفکر اتوماتیک ۳۰ (ATQ ۳۰) یک پرسشنامه علمی است که توسط استیون هالون و فیلیپ کندال طراحی شده و برای سنجش میزان افکار خودکار منفی مورد استفاده قرار می‌گیرد. این پرسشنامه شامل ۳۰ سؤال است که از شرکت‌کنندگان می‌خواهد افکار منفی خود را که در طول هفته تجربه می‌کنند با مقیاس ۱–۵ (۱ = پایین = ۵) ثبت کنند. این پرسشنامه در پاسخ به نظریه آرون تمکین بک، مبنی بر اینکه افراد افسرده تمایل بیشتری به افکار منفی دارند طراحی شد. اظهاراتی نظیر: '' من بی‌ارزش هستم''، '' من نمی‌توانم دوباره شروع کنم"، '' من آینده مبهم و تاریکی دارم'' و افکاری منفی از این دست در این پرسشنامه گنجانده شده‌است.

## افسردگی
برخی از مطالعات ارتباط بین افسردگی و افزایش میزان افکار خودکار منفی را مطرح می‌کند. طبق نظریه آرون بک، فرد افسرده به طور اتوماتیک، نسبت به خود، حال و آینده و تجاربی که در زندگی کسب کرده و تمام عوامل تاثیرگذار، نگاهی بدبینانه و منفی دارد و این افکار منفی منجر به تشدید افسردگی شده و شخص در این حالت در سیکل معیوب افسردگی و افکار منفی گرفتار می‎شود. بدین ترتیب، میزان افکار خودکار منفی با شدت افسردگی رابطه مستقیم دارد.

## اختلال اضطراب اجتماعی
در این اختلال افراد درجه بالاتری از ترس و اضطراب اجتماعی را تجربه می‌کنند. تاکنون تحقیقات بیشتری مبنی بر ارتباط افکار منفی ناخواسته و اختلال اضطراب اجتماعی صورت نگرفته‌است. با این‌حال تلاش‌هایی توسط Iancu و همکارانش در جهت ارزیابی وجود ارتباط بین این دو اختلال صورت گرفته‌است. طی این تحقیق، آنها احتمال وجود ارتباط بین این دو مورد را به دلیل اثرگذاری اختلال اضطراب اجتماعی بر روی روند تفکر سالم مطرح کردند. این مطالعه نشان داد که افراد با سطوح بالاتر از افکار خودکار منفی، احتمال بیشتری برای بروز احساس ترس و اضطراب اجتماعی را دارا هستند. علاوه بر این، میزان افکار خودکار منفی سنجیده شده با شدت علائم آن در ارتباط است.

## کاهش افکار خودکار منفی

### تمرکز حواس
تمرکز حواس تکنیکی است که برای کمک به افراد در جهت تمرکز داشتن در لحظه حال کمک می‌کند و منجر به کاهش شکل‌گیری افکار منفی در ذهن می‌شود. ریتوو Ritvo و همکارانش دریافتند که دانشجویانی که دوره‌های تمرکز حواس را گذرانده‌اند بسیار کمتر درگیر بروز افکار منفی ناخواسته می‌شوند.